# Jezioro Krawusińskie
Jezioro Krawusińskie – jezioro przepływowe w Polsce, położone w województwie pomorskim, w powiecie starogardzkim, w gminie Skarszewy, na obszarze Pojezierza Kaszubskiego.
Ogólna powierzchnia: 28 ha